# Oxilus mozambicus
Oxilus mozambicus là một loài bọ cánh cứng trong họ Cerambycidae.